# Bøssernes Befrielsesfront
Bøssernes Befrielsesfront (BBF) var en dansk seksualpolitisk organisation dannet den 28. juni 1971. Først hed organisationen Bøsseaktivisterne, men til slut blev navnet Bøssernes Befrielses Front. Organisationen kan til en vis grad ses som en dansk udgave af det amerikanske Gay Liberation Front. 
Bøssernes Befrielsesfront opstod delvist, fordi man mente, at den allerede eksisterende forening Forbundet af 1948 var for pæn og borgerlig. Bøssernes Befrielsesfront havde en langt mere konfronterende stil, der kædede politik og seksualitet sammen, bl.a ved at tage det skældsordet bøsse til sig. Fra 1972 indrettede de Bøssehuset på Christiania.
Medlemmer af gruppen tog som de første homoseksuelle i Danmark ud på skoler og læreanstalter og fortalte om at være bøsse. De var med at til at få lovliggjort at mænd måtte danse sammen via en aktion i 1972, hvor mænd dansede sammen på Rådhuspladsen i København, og i årene efter var gruppen også en drivkraft i arbejdet med at få ligestillet den seksuelle lavalder for homoseksuelle og heteroseksuelle relationer
Op igennem 1970’erne arbejdede gruppen politiske og aktivistisk bl.a. med en årlig “Bøssekaravane”, der kørte landet rundt med et syngespil med endestation i Thylejren. I 1974 og 1978 stille gruppen op til kommunalvalget i København.
Senere blev fokus mere kulturelt med teater og andre forestillinger på scenen i Bøssehuset.